# Modulacja położenia impulsu
PPM (ang. Pulse Position Modulation) – rodzaj modulacji cyfrowej sygnału analogowego. Modulacja położenia impulsu następuje proporcjonalnie do wartości chwilowej sygnału analogowego przez przesunięcie impulsu próbkującego w stosunku do pozycji spoczynkowej.